# Neivamyrmex genalis
Neivamyrmex genalis é uma espécie de formiga do gênero Neivamyrmex.